# Rogašovci
Rogašovci (Szarvaslak en hongrois) est une commune située dans la région du Prekmurje au nord-est de la Slovénie.

## Géographie
La commune est située au nord-est de la Slovénie à proximité de la Hongrie au sein de la plaine de Pannonie.

### Villages
Les localités qui composent la commune sont Fikšinci, Kramarovci, Nuskova, Ocinje, Pertoča, Rogašovci, Ropoča, Serdica, Sotina, Sveti Jurij et Večeslavci.

## Démographie
Entre 1999 et 2021, la population de la commune est restée stable avec une population légèrement supérieure à 3 000 habitants,.
Évolution démographique
| 1999  | 2000  | 2001  | 2002  | 2003  | 2004  | 2005  | 2006  | 2007  |
| ----- | ----- | ----- | ----- | ----- | ----- | ----- | ----- | ----- |
| 3 479 | 3 447 | 3 433 | 3 407 | 3 396 | 3 381 | 3 351 | 3 330 | 3 313 |
| 2008  | 2009  | 2010  | 2011  | 2012  | 2013  | 2014  | 2015  | 2016  |
| 3 342 | 3 240 | 3 230 | 3 217 | 3 220 | 3 178 | 3 167 | 3 134 | 3 111 |
| 2017  | 2018  | 2019  | 2020  | 2021  |       |       |       |       |
| 3 065 | 3 084 | 3 060 | 3 024 | 3 114 |       |       |       |       |